# Gonomyia puckowe
Gonomyia puckowe är en tvåvingeart som beskrevs av Günther Theischinger 1994. Gonomyia puckowe ingår i släktet Gonomyia och familjen småharkrankar. Inga underarter finns listade i Catalogue of Life.